# Tempio di Dioniso (Teo)

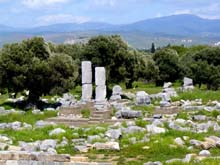
I resti del tempio di Dioniso a Teo

Il tempio di Dioniso a Teo è un tempio greco ellenistico della città di Teo in Asia Minore, sulla costa della Ionia, oggi in Turchia.

## Storia

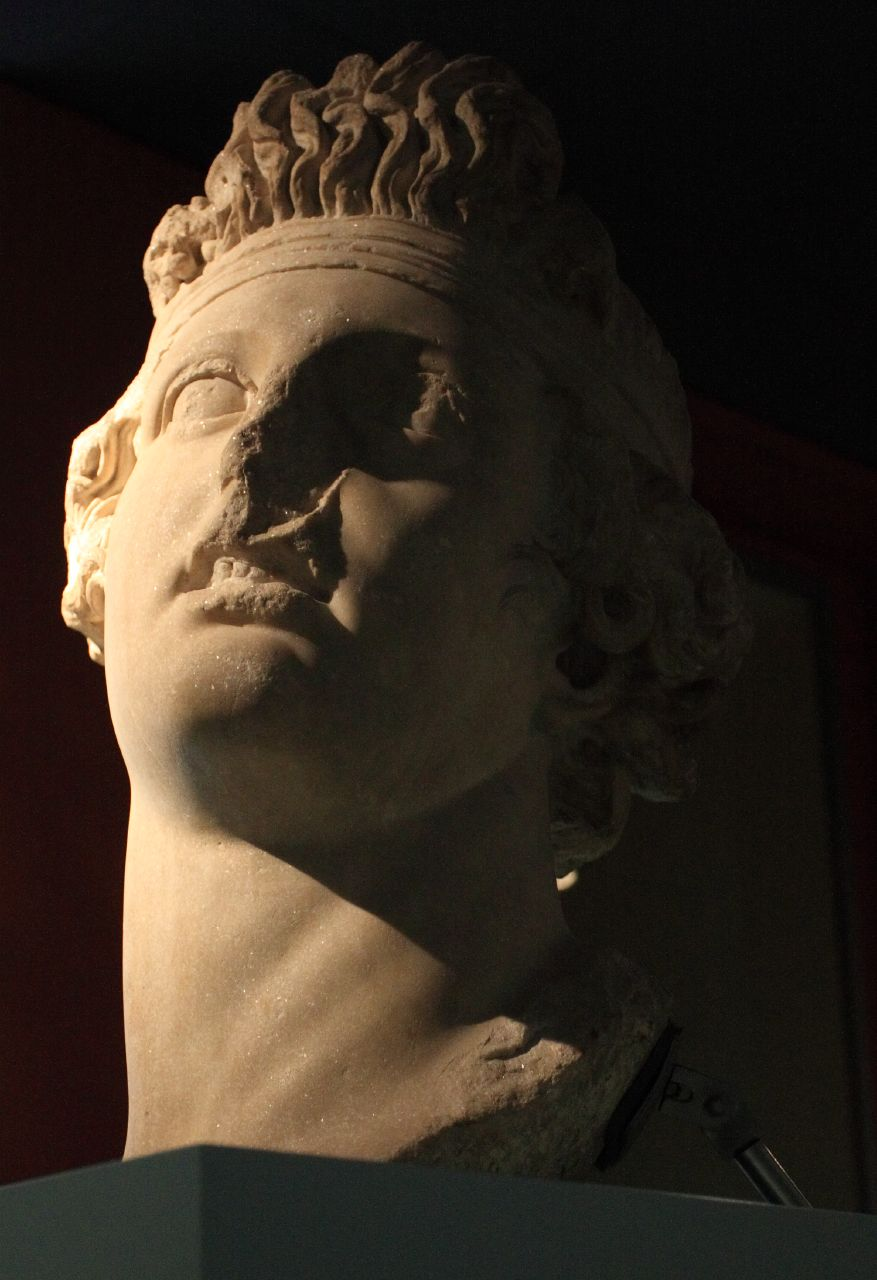
Testa attribuita a Dioniso da Teo nel Rijksmuseum van Oudheden di Leida

Il tempio fu costruito dal celebre architetto Ermogene di Priene (fine del III - inizi del II secolo a.C.). L'occasione fu probabilmente il sinodo degli "artisti di Dioniso", che stabilirono a Teos il loro quartier generale poco tempo dopo il 200 a.C.. Il tempio venne raffigurato sulle monete della città.
Il tempio ellenistico potrebbe essere stato distrutto da un incendio e ricostruito una prima volta in epoca augustea (a cui appartengono probabilmente i portici del temenos.
Un'iscrizione di Adriano sull'architrave permette di ipotizzare una (forse seconda) ricostruzione di epoca romana, che reimpiegò probabilmente il fregio e le basi del tempio ellenistico  e ne rispettò in generale l'architettura, mentre alcuni dei capitelli ionici e alcuni degli acroteri sono copie romane degli esemplari originali ellenistici in parte reimpiegati. L'epiteto di Panionios, usato per l'imperatore nell'iscrizione è attestato dopo il 131 d:C..

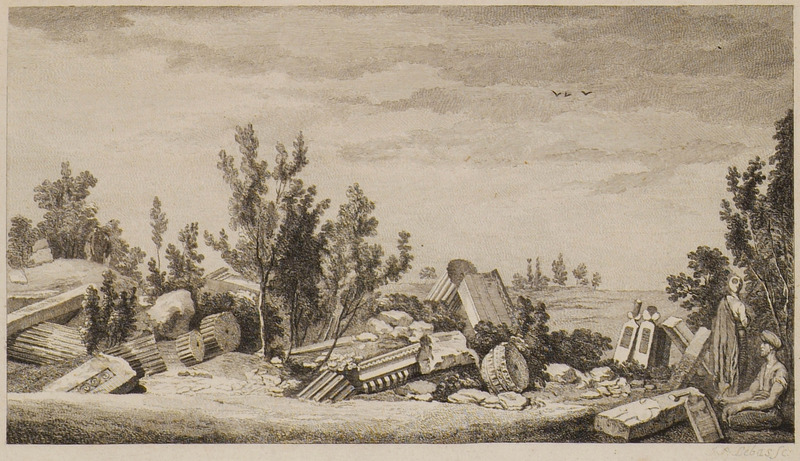
Le rovine del tempio di Dioniso nel 1769 (Society of Dilettanti)

Nel Settecento il console olandese a Smirne, Daniël Alexander de Hochepied, visitò Teos e riportò in patria la testa di una statua colossale, attribuita a Dioniso, oggi conservata nel Rijksmuseum van Oudheden di Leida.
Le prime ricerche archeologiche nella città furono condotte per conto della inglese "Society of Dilettanti": tra il 1764 e il 1765 da Richard Chandler e Nicholas Revett e nel 1862 da Richard Popplewell Pullan, che pubblicò la prima pianta dell'edificio. Nel 1924 delle ricerche furono condotte dai francesi Yves Bequignon e Alfred Laumonier.  
Negli anni 1962-1967 Yusuf Béysal e Baki Öğün, dell'Università di Ankara, scavarono il sito del tempio. Altri scavi più limitati vennero condotti negli anni 1980-1992 dall'architetto Duran Mustafa Uz, in vista della sua tesi di dottorato sull'edificio.

## Descrizione
Il santuario fu edificato addossato al bastione ovest delle mura cittadine. Consisteva di un temenos a pianta trapezoidale, con propilei di accesso dal lato sud, circondato su quattro lati da portici, con muri in opera quadrata rivestiti da marmi e stucchi colorati. I portici dei lati nord e sud erano di ordine dorico, mentre quelli dei lati est e ovest erano di ordine ionico.
Al centro del temenos era il tempio, a cui si accedeva mediante una gradinata di 13 gradini.
Il tempio è di ordine ionico, periptero, esastilo (con sei colonne in facciata) e con 11 colonne sui lati lunghi. Misura 18,36 x 34,98 m. Vitruvio lo cita come esempio di tempio "eustilo", nel quale cioè gli intercolumni sono pari a due diametri e un quarto dei fusti di colonna, tranne l'intercolumnio centrale, pari a tre diametri.
Il tempio ha un pronao insolitamente profondo (della profondità pari a due colonne) e un opistodomo a due colonne. Le basi attiche delle colonne sono un elemento presente anche in altre realizzazioni di Ermogene.
Il fregio, in marmo locale, rappresentava scene di corteo dionisiaco intorno al dio Dioniso: si conservano due lastre presso il British Museum e altre 14 al Museo archeologico di Smirne. Il fregio è datato tra la fine del III secolo a.C. e gli inizi del II secolo a.C.